# 紀州街道
紀州街道（きしゅうかいどう）は、大坂と和歌山を結ぶ街道。

## 概要
摂津国住吉郡に鎮座する住吉大社の社前まで海だった古代の「岸の辺の道」に原型を求めることが出来、「住吉模様」という語が風光明媚な土地をあらわす代名詞だった。住吉大社の夏祭りにおいて、和泉国大鳥郡にある宿院頓宮へ向けての神輿の巡行路にもなっている。
安土桃山時代になると、豊臣秀吉によって新興都市の大坂と既存都市の堺を結ぶ、住吉参詣を兼ねた道路「住吉街道」として整備され、天下茶屋は秀吉が立ち寄ったことに由来する。紀州街道の堺以北の区間はこの住吉街道がほぼそのまま踏襲されている。
江戸時代になると、岸和田城下と貝塚寺内をそれぞれ縦貫する道路、熊野街道、大和街道などを利用して、堺以南の区間が紀州藩や岸和田藩の参勤交代路として整備された。なお、和泉国日根郡下瓦屋村（現・泉佐野市下瓦屋）から紀伊国名草郡中筋村（現・和歌山市中筋日延）までは熊野街道と重複、紀伊国名草郡出島村（現・和歌山市出島）以西は大和街道と重複する。
紀州街道が整備される以前、紀州藩の参勤交代路は高見峠越で伊勢国へ出るルートだったが、1701年（元禄14年）から紀州街道へ切り替えている。和泉国和泉郡助松村（現・泉大津市助松町）には、紀州藩主の参勤交代の際の休憩所として使用された庄屋・田中覚右衛門の屋敷が今も残り、田中本陣と呼ばれている。
大坂では堺へ出ることから堺筋、堺では紀州街道が他の南北方向の道路より道幅が広い幹線道路であることから大道筋、紀伊国では大坂へ出ることから大坂街道とも呼ばれる。街道筋が海に近く海上交通と競合しやすい環境にあったので、経済活動が活発化した近世以降も急激な通行量の増加はなく、主要な脇往還でもなかった。
明治国道の国道29号、大正国道の国道16号に認定されていたが、国道16号の新道が敷設された昭和戦前期に認定路線から外れた。このため、平成以降は稀であるが「旧国道」と呼ばれることもある。現在では一部では連続していない区間が存在し、一部区間を除いて道幅が狭い上に一方通行となっている区間も複数存在する。
現在も大阪市西成区・住吉区と堺市堺区において阪堺電気軌道阪堺線が敷設されている。かつては大阪市東区・南区（いずれも現・中央区）において大阪市電堺筋線、浪速区において大阪市電南北線・西道頓堀天王寺線、和歌山市において南海和歌山軌道線も敷設されていた。
「歴史のみち　紀州街道」で、平成6年度手づくり郷土賞（ふるさとを紹介する道）受賞。
路線データ
- 起点：高麗橋（大阪府大阪市中央区）
- 終点：京橋（和歌山県和歌山市）

### ルート
大坂城下（大阪市中央区） - 今宮村（大阪市浪速区） - 天下茶屋（大阪市西成区） - 住吉村（大阪市住吉区） - 安立町（大阪市住之江区） - 堺（堺市堺区） - 下石津村（堺市西区） - 高石南村（高石市） - 下条大津村（泉大津市） - 忠岡村（忠岡町） - 岸和田城下（岸和田市） - 貝塚寺内（貝塚市） - 鶴原村（泉佐野市）[孝子越街道と分岐]  - 樫井村（泉佐野市） - 信達宿（泉南市） - 山中宿（阪南市） - 雄ノ山峠 - 山口宿（和歌山市） - 永穂村（和歌山市） - 田井ノ瀬の渡し - 出島村（和歌山市） - 和歌山城下（和歌山市）

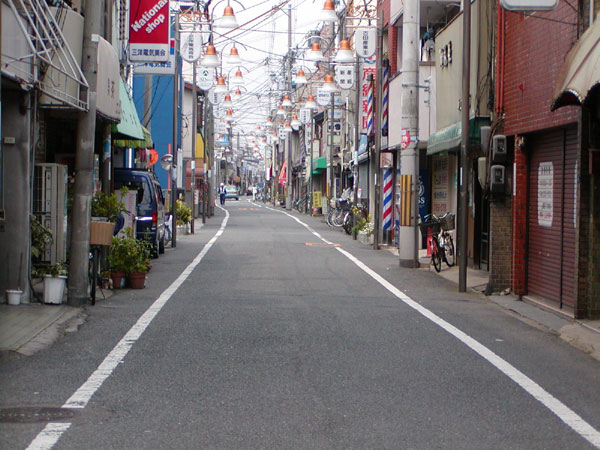
大阪市西成区天下茶屋付近
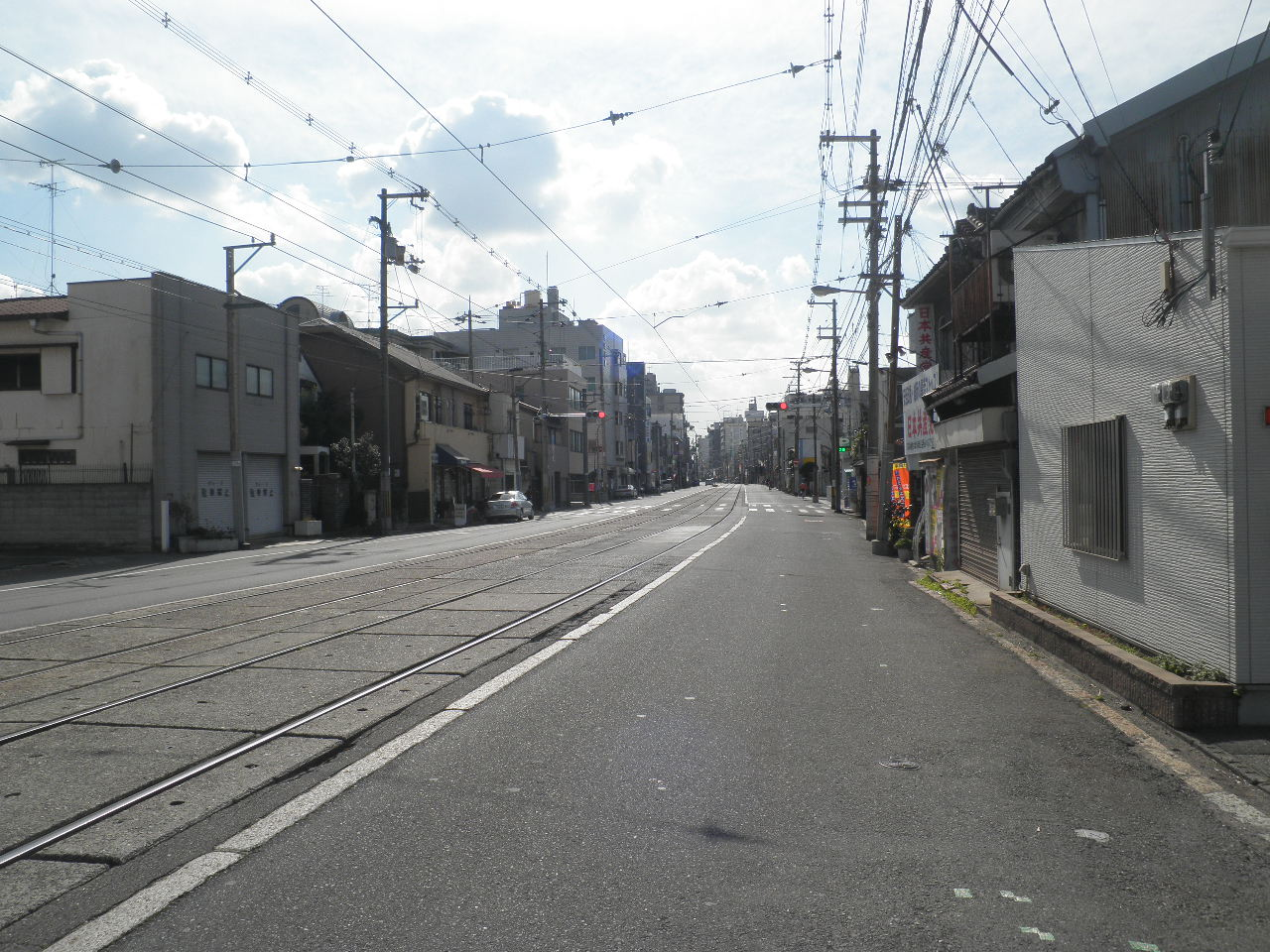
住吉区東粉浜付近（線路は阪堺線）
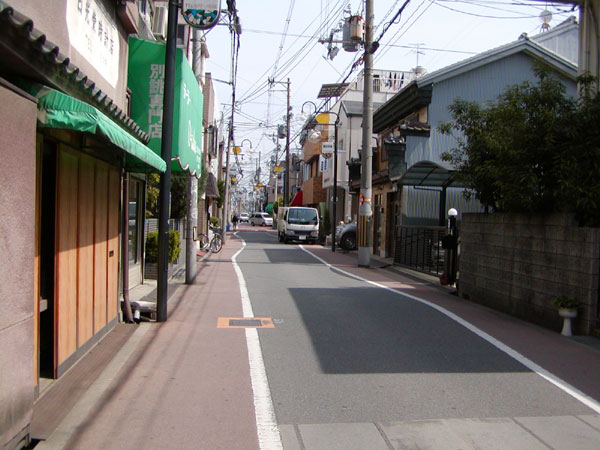
大阪市住之江区安立付近
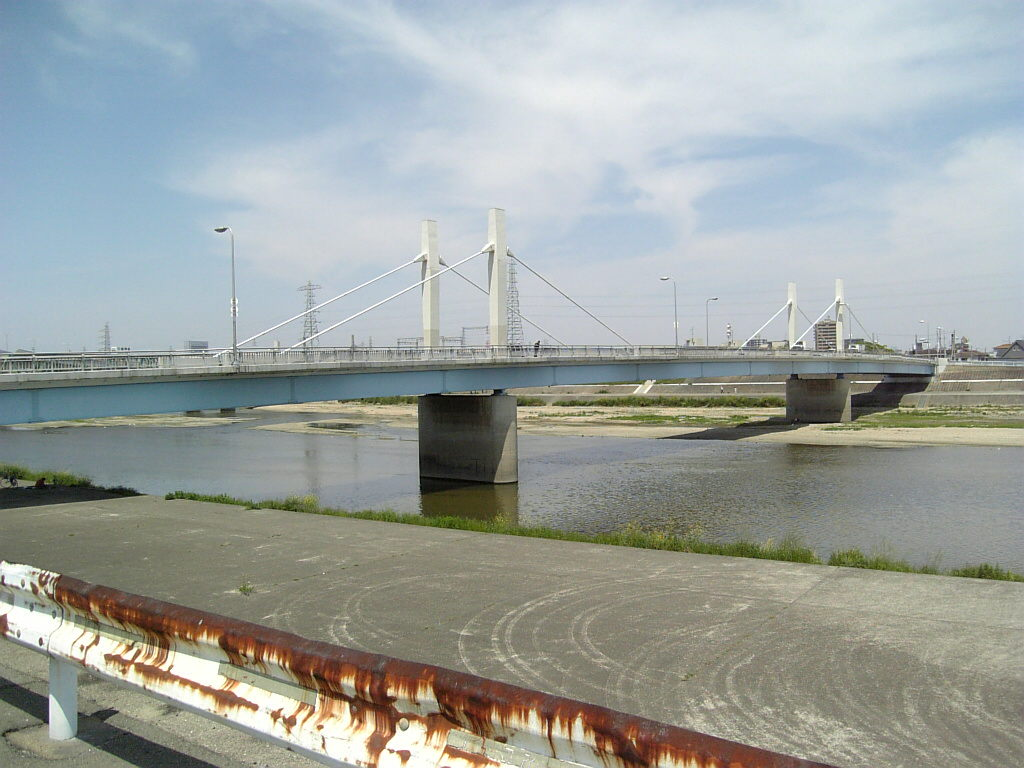
大和橋（大阪市住之江区 - 堺市堺区）
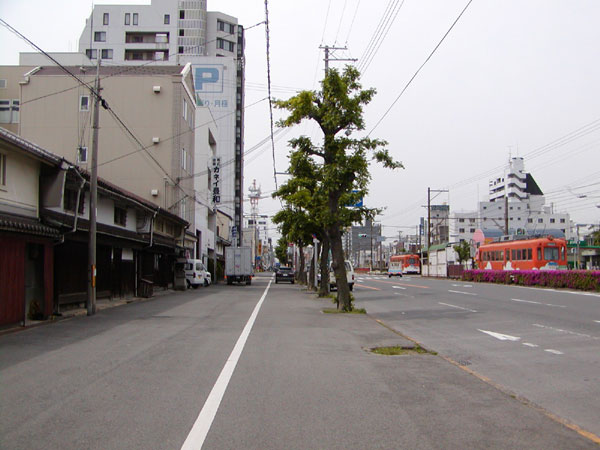
堺市堺区九間町東付近
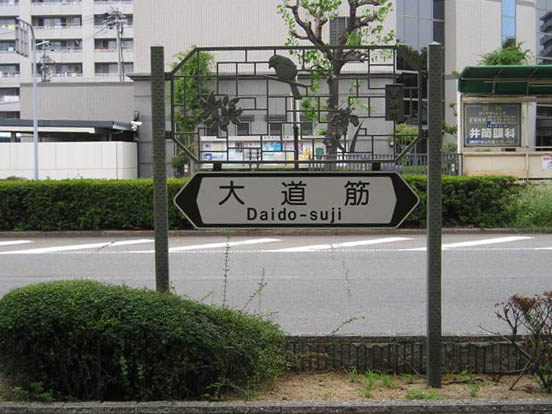
堺市堺区市之町東付近
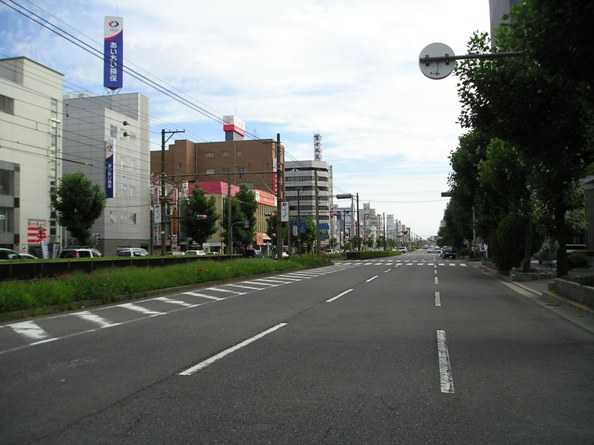
堺市堺区甲斐町西付近
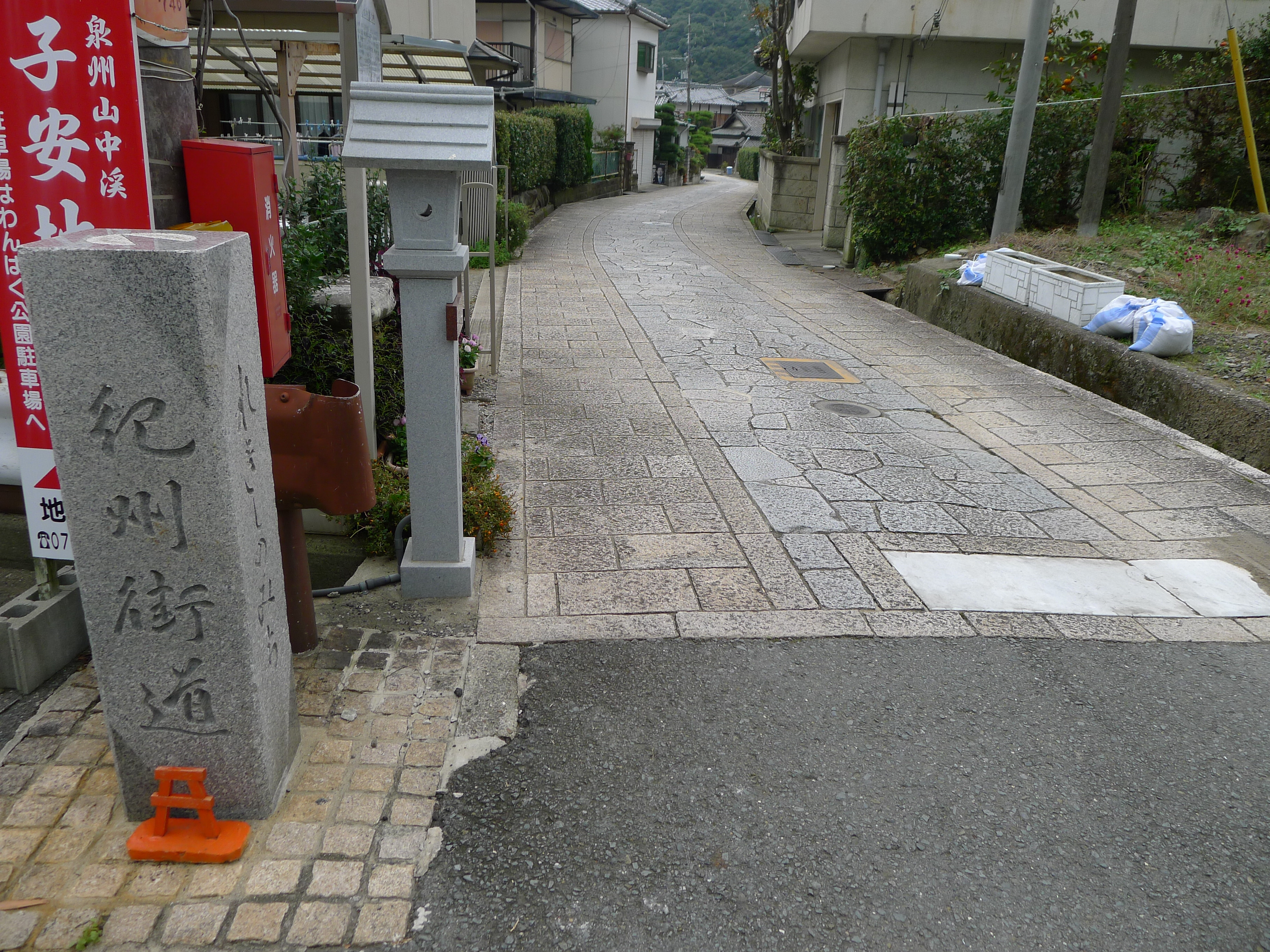
石畳風に整備された区間（山中渓駅近く）

## 孝子越街道
孝子越街道（きょうしごえかいどう）は、和泉国日根郡鶴原村（現・泉佐野市鶴原）で紀州街道と分岐して沿岸部に進路を取り続ける街道で、孝子越街道が紀州街道と呼ばれる場合もある。先述の大正国道の国道16号の新道は孝子越街道に沿ったルートを選択している。

### ルート
鶴原村（泉佐野市）[紀州街道と分岐] - 佐野村（泉佐野市） - 吉見村（田尻町） - 樽井村（泉南市） - 尾崎村（阪南市） - 深日村（岬町） - 孝子村（岬町） - 孝子峠 - 中村（和歌山市） - 北島村（和歌山市） - 北島の渡し - 和歌山城下（和歌山市）

### その他
和歌山に近づくにつれて、孝子越街道と分岐して孝子峠以外の峠越えをする道路もある。
- 井関峠越 ： 尾崎村（阪南市）[孝子越街道と分岐] - 桑畑村（阪南市） - 井関峠 - 直川村（和歌山市） - 和歌山城下（和歌山市）
- 木ノ本峠越 ： 深日村（岬町）[孝子越街道と分岐] - 谷川村（岬町） - 東畑村（岬町） - 木ノ本峠 - 木ノ本村（和歌山市） - 和歌山城下（和歌山市）
- 大川峠越 ： 深日村（岬町）[孝子越街道と分岐] - 谷川村（岬町）- 小島村（岬町） - 大川峠 - 加太浦（和歌山市） - 和歌山城下（和歌山市）
- 平井峠越 ： 孝子村（岬町）[孝子越街道と分岐] - 平井峠 - 平井村（和歌山市） - 和歌山城下（和歌山市）

## 重複する主な道路
- 堺筋 ： 高麗橋1 - 恵美須間（紀州）
- 国道25号 ： 恵美須 - 戎神社前間（紀州）
- 大道筋 ： 全区間（紀州）
- 大阪府道204号堺阪南線 ： 一部重複（紀州）
- 和歌山県道・大阪府道64号和歌山貝塚線 ： 一部重複（紀州）
- 国道24号 ： 一部重複（紀州）
- 大阪府道250号鳥取吉見泉佐野線 ： 一部重複（孝子越）
- 和歌山県道・大阪府道752号和歌山阪南線 ： 一部重複（孝子越）
- 和歌山県道15号新和歌浦梅原線 ： 一部重複（孝子越）